# Kluven ergativitet
Kluven ergativitet är när ett språk i hög grad blandar ergativitet med ackusativitet. Vad som används i en viss konstruktion beror på olika saker i olika språk. Kurdiska språket har ett system som tillämpar ergativitet när det transitiva huvudverbet står i preteritum och ackusativitet när det står i presens. Andra språk använder sig enbart av ergativitet för pronominalsystemet.
Fullständig ergativitet är relativt sällsynt, men kluven ergativitet är ett utbrett drag och förekommer även inom den indoeuropeiska språkfamiljen.

## Språk med kluven ergativitet
- cashinawa
- dyirbal
- georgiska
- hindi/urdu
- kurdiska
- yidiny